# Норт Бенд
Норт Бенд (на английски: North Bend) е град в окръг Кинг, щата Вашингтон, САЩ. Норт Бенд е с население от 5731 жители (2010) и обща площ от 7,6 km². Намира се на 134 m надморска височина. ЗИП кодът му е 98045, а телефонният му код е 425.

## Икономика
В Норт Бенд се намира „Nintendo North Bend“ – основните производствени мощности на Нинтендо за Северна Америка и един дистрибуторските им центрове.

## В популярната култура
Градът е известен с това, че в него е заснета част от сериала Туин Пийкс. В Норт Бенд се намира заведението Twede's Cafe, което в Туин Пийкс е представено като заведението на Норма Дженинкс, Двойното P. Twede's Cafe се рекламира като „Домът на черешовия пай от Туин Пийкс“.
- Twede's Cafe
- Киното
- Централна улица